# Angelo Rossitto
Angelo Salvatore Rossitto (18 de febrero de 1908-21 de septiembre de 1991) fue un actor estadounidense de ascendencia italiana. Padecía enanismo acondroplásico y medía 89 centímetros; a menudo, se le presentaba como Little Angie o Moe. Angelo inició su carrera en películas mudas de Lon Chaney y John Barrymore. Tuvo una larga y prolífica carrera como extra representando desde enanos hasta gnomos, pigmeos, así como monstruos, villanos y alienígenas.
Nacido en Omaha (Nebraska), al principio pensó en dedicarse a la abogacía, pero pronto lo atrajo el cine. A Rossitto lo descubrió John Barrymore y debutó en su película The Beloved Rogue (1927). Ese mismo año apareció en la película Old San Francisco de los Warner Brothers, protagonizada por la que se convertiría en esposa de Barrymore, Dolores Costello. En 1932 apareció en la controvertida película dirigida por Tod Browning La parada de los monstruos. En 1938 apareció en la también controvertida Child Bride. Fue un pigmeo en The Sign of the Cross (1932), de Cecil B. DeMille; uno de los tres cerditos en Babes in Toyland (1934), con Stan Laurel y Oliver Hardy; y una de las criaturas del bosque en El sueño de una noche de verano (1935) de Max Reinhardt. En esta época, gracias a su estatura, también fue doble de Shirley Temple en la Fox.
Dado lo limitado de sus papeles, abrió un kiosko en Hollywood. Durante los años 40 apareció en múltiples películas de serie B protagonizadas por Bela Lugosi. Participaba desde los años 60 frecuentemente en series y miniseries de televisión y, especialmente, en el drama policíaco Baretta. Entre sus últimas apariciones cinematográficas destacan su participación en Alex in wonderland (1970), Brain of blood (1971), Dracula vs. Frankenstein (1971), Little Cigars (1973) y Fairy tales (1978). Su último gran papel, y del que se sentía más orgulloso, fue el de "Master Blaster" con Mel Gibson en Mad Max: más allá de la cúpula del trueno (1985).
Rossitto participó junto al cantante y compositor Tom Waits y junto a Lee Kolima en el álbum de Waits Swordfishtrombones de 1983, que homenajeaba su actuación en La parada de los monstruos.